# World Association of Kickboxing Organizations

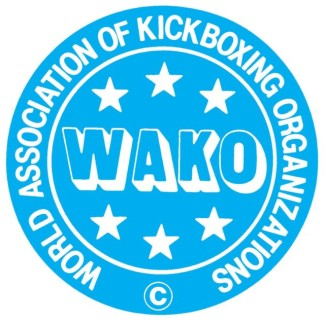
Logo der WAKO

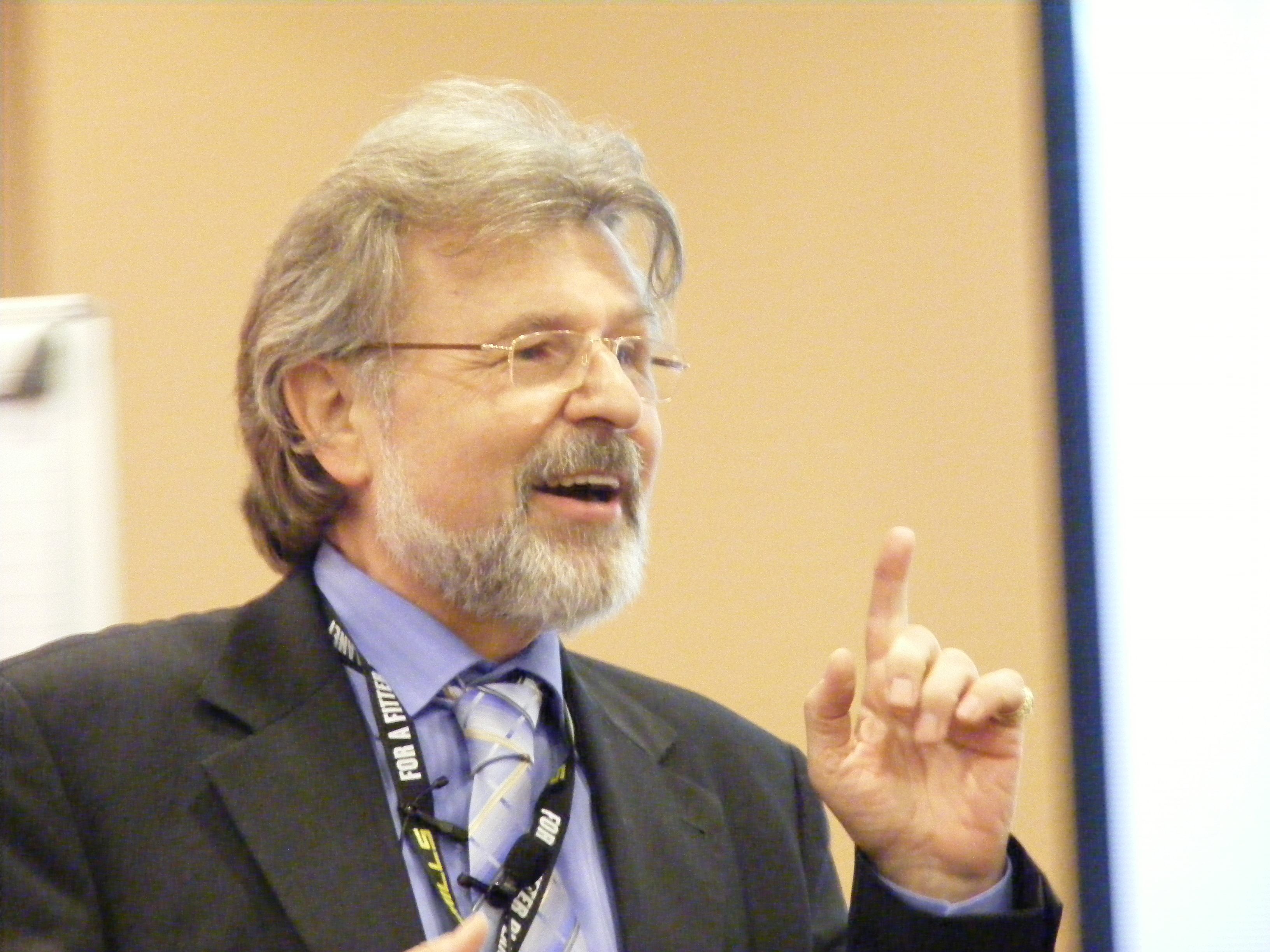
Geert J. Lemmens, Mitbegründer der WAKO

Die World Association of Kickboxing Organizations (WAKO) ist der größte internationale Fachverband für Kickboxen. Der WAKO gehören 126 nationale Verbände an (Stand: Januar 2019), deren überwiegende Mehrheit die Anerkennung ihres jeweiligen Nationalen Olympischen Komitees (NOK) besitzt. Die WAKO wurde 2006 Mitglied des Weltsportverbandes Sportaccord (heute GAISF) und ist seit 2018 vom IOC anerkannt. Nach dem plötzlichen Tod des amtierenden Präsidenten Borislav Pelevic aus Serbien im Oktober 2018 war Francesca Falsoni Interimspräsidentin der WAKO, bis am 2. Februar 2019 der bisherige Vizepräsident Roy Baker (Irland) zum neuen Präsidenten gewählt wurde. Pelevics Vorgänger ist Ennio Falsoni, der weiterhin Ehrenpräsident ist.

## Gründung
Nach der Gründung der PKA (Professional Karate Association) 1974 in den USA wollte Brückner eine eigene Kampfsport-Organisation ins Leben rufen.
Die WAKO wurde 1977 von Georg F. Brückner, Marc Bigoureux, Mike Anderson, Geert J. Lemmens, Jean-Pierre Schupp und anderen Kampfsportlern gegründet. Bei allen Vorbereitungstreffen in Paris 1976 und zweimal in Berlin 1977 waren nur Brückner und Lemmens immer anwesend.
Der Gründername der WAKO war „World All-Style Karate Organization“. Erst später wurde sie dann in „World Association of Kickboxing Organizations“ umbenannt. Zu Beginn wurden alle Kampfstile noch als Karate bezeichnet.
Die International Amateur Kickboxing Sport Association, kurz IAKSA, ging am 22. Oktober 2006 mit der World Association of Kickboxing Organizations zusammen. Im Jahr 1991 wurde die WAKO-PRO für Kickbox-Profis gegründet.
2009 wurde Kickboxen der WAKO in das Programm der SportAccord Combat Games (neu: World Combat Games) aufgenommen. Im April 2014 wurde Kickboxen als offizielle Sportart von der IWGA-Vollversammlung beschlossen. Somit wird die WAKO als 37. Mitglied von der World Games Familie (IWGA) anerkannt. Als „Einladungssportart“ war Kickboxen erstmals bei den World Games 2017 präsent.

## Ziele
Das große Ziel der WAKO war die Ausrichtung von eigenen Weltmeisterschaften und Europameisterschaften im Vollkontakt-Karate (Kickboxen).
Die WAKO sollte zudem internationale Standards festlegen und überwachen.
Bereits 1978 wurde die erste Weltmeisterschaft in Berlin ausgetragen.
Die WAKO strebt eine Anerkennung durch die IOC-Vollversammlung für Kickboxen als olympische Sportart an. Als wichtigen Meilenstein dorthin wurde auf der Vorstandssitzung des Internationalen Olympischen Komitees am 30. November 2018 in Tokio (Japan) der World Association of Kickboxing Organizations (WAKO) die vorläufige Anerkennung erteilt.

## Disziplinen
- Vollkontakt
- Leichtkontakt
- Pointfighting (ehemals Semikontakt)
- Low Kick
- Musical Forms
- Kick Light
- K-1 Rules

## Kontinentalverbände
- Africa – mit 22 Mitgliedsländern
- Pan-America – mit 20 Mitgliedsländern
- Asia – mit 32 Mitgliedsländern
- Europe – mit 44 Mitgliedsländern
- Oceania – mit 2 Mitgliedsländern

## Weltmeisterschaften

### Senioren, Veteranen/Masters
| Jahr | Austragungsort             | Land                    | Disziplinen*                            |
| ---- | -------------------------- | ----------------------- | --------------------------------------- |
| 1978 | Berlin                     | Deutschland             | VK                                      |
| 1979 | Florida                    | Vereinigte Staaten      | PF                                      |
| 1979 | Tampa                      | Vereinigte Staaten      | VK                                      |
| 1981 | Mailand                    | Italien                 | PF                                      |
| 1983 | London                     | England                 | PF, VK                                  |
| 1985 | London                     | England                 | PF, VK                                  |
| 1987 | München                    | Deutschland             | PF, VK                                  |
| 1989 | Mestre                     | Italien                 | PF, LK                                  |
| 1991 | London                     | England                 | PF, LK                                  |
| 1991 | Paris                      | Frankreich              | VK                                      |
| 1993 | Atlantic City (New Jersey) | Vereinigte Staaten      | PF, LK                                  |
| 1993 | Budapest                   | Ungarn                  | VK                                      |
| 1995 | Stuttgart                  | Deutschland             | PF, LK, FO                              |
| 1995 | Kiew                       | Ukraine                 | VK                                      |
| 1997 | Danzig                     | Polen                   | PF, VK, FO                              |
| 1997 | Dubrovnik                  | Kroatien                | PF, LK, VK, FO                          |
| 1999 | Caorle                     | Italien                 | PF, LK, VK                              |
| 2001 | Maribor                    | Slowenien               | PF, LK, FO                              |
| 2001 | Belgrad                    | Serbien                 | VK                                      |
| 2003 | Paris                      | Frankreich              | PF, LK, VK                              |
| 2003 | Jalta                      | Ukraine                 | PF, LK, VK, FO                          |
| 2005 | Szeged                     | Ungarn                  | PF, LK, VK                              |
| 2005 | Agadir                     | Marokko                 | FO                                      |
| 2007 | Lissabon                   | Portugal                | PF, VK, FO                              |
| 2007 | Belgrad                    | Serbien                 | LK                                      |
| 2009 | Lignano Sabbiadoro         | Italien                 | PF, VK, FO                              |
| 2009 | Villach                    | Österreich              | LK                                      |
| 2011 | Dublin                     | Irland                  | PF, VK, FO                              |
| 2011 | Skopje                     | Mazedonien              | LK                                      |
| 2013 | Antalya                    | Türkei                  | PF, LK, VK, FO                          |
| 2015 | Dublin                     | Irland                  | PF, LK, VK, FO                          |
| 2017 | Budapest                   | Ungarn                  | PF, LK, Kick Light, VK, LowKick, K1, FO |
| 2019 | Sarajevo                   | Bosnien und Herzegowina | LK, LowKick, K1                         |
| 2019 | Antalya                    | Türkei                  | PF, Kick Light, VK, FO                  |

(* PF=Pointfighting, LK=Leichtkontakt, VK= Vollkontakt, FO= Formen; ohne Anspruch auf Vollständigkeit)